# Вулиця Пушкіна (Маріуполь)
Вулиця Пушкіна (до 1937 року — Велика Садова) — вулиця в Центральному районі Маріуполя. Перетинається з Грецькою вулицею, вулицями Куїнджі та Архітектора Нільсена і примикає до проспекту Металургів.
На вулиці знаходяться будинки в основному дореволюційної побудови, проте є і будівлі радянської епохи, а в кінці 1960-х біля проспекту Металургів були збудовані багатоповерхівки.

## Історія

### Назва
Про походження першої назви вулиці сказано в книзі «Маріуполь і його околиці» за 1892 рік:

За планом 1851 року і за розповідями старожилів, на тих кварталах, де тепер Мала і Велика Садові і які тепер називаються Новобудівкою, були прекрасні фруктові сади. Ця частина міста забудована лише після 1859 року і, головним чином, в останні роки.

До 100-річчя з загибелі Олександра Сергійовича Пушкіна, в 1937 році, вулиці дали його ім'я.

### Будівлі

Будинок № 96

Вулиця починалась від цирку братів Яковенко. Цирк згорів під час радянсько-німецької війни, а на його місці тепер розташовані гаражі.
В будинку неподалік від цирку пройшло дитинство та юність Віктора Синайського — майбутнього відомого скульптора.
Середня школа № 2 побудована в 1950-ті роки. Школа носить ім'я льотчика, Героя Радянського Союзу Володимира Семенишина, який загинув неподалік Маріуполя.
В будинку № 96 в післявоєнні роки знаходився Будинок піонерів. Пізніше сюди вселилась прокуратура, яку змінив штаб цивільної оборони.

Була зруйнована під час боїв з російськими окупантами 2022 року 